# Én és a gengszter
Az Én és a gengszter (eredeti cím: On the Beat) 1962-ben bemutatott brit filmvígjáték Norman Wisdom főszereplésével, az általa alakított Pitkin filmek része. A filmet a magyarországi mozikban bemutatták, tévében számos alkalommal vetítették, a DVD változat nálunk nem jelent meg.

## Cselekmény
Norman Pitkin egyetlen vágya, hogy papája nyomdokaiba lépve rendőr legyen, ám tökéletesen alkalmatlan erre a munkára. Hogy mégis valamilyen szinten közel legyen a testülethez, a rendőrség garázsában dolgozik, mint autómosó. Egyedül él, mint szobabérlő, otthon a házinéninek fontos rendőrségi személynek mondja magát. Az utcán, a metróban mindenkiben elfogandó bűnözőket vél látni. Kissé gyerekes személyiség, az életet egy hatalmas játszótérnek véli. Mikor a garázsban a rendőrfőnököt játékból lelocsolja és vizes ronggyal meghajigálja, kirúgják az állásából.
Bánatában előveszi papája régi rendőrruháját és önmagát rendőrnek képzelve elkezdi az utcákat járni, de ismét csak önmagának okoz gondot. Mikor beviszik, könyörgőre fogja, neki minden vágya, hogy rendőr legyen. A rendőrfőnök nem akarja Pitkin szellemi képességeit felhozni, ezért azzal utasítja el, hogy túl alacsony rendőrnek. Pitkin ezután álnéven és gólyalábakon megy a felvételire, de lebukik, ismét kidobják. 
Londonban sorozatos bűnesetek történnek, a felső társadalom széfjeiből ékszereket rabolnak. A nyomok egy sztárfodrász, az olasz Giulio Napolitani luxusszalonjába vezetnek, de bizonyíték semmi. Nem tudják, hogy a gazdag női vendégek minden szavát magnetofonokra rögzítik, a vendégek csevegéseinek alapján jutnak információhoz, hol, mit és mikor érdemes rabolni. Egy önmagát vendégnek álcázó rendőrnő titokban filmfelvételt készít a szalonról és Giulio-ról. 
Kiderül, az olasz fodrász és Pitkin tökéletesen egyformák. Jön az ötlet, az olaszt beviszik, majd Pitkint küldik ki helyette, aki gyorsan és diszkréten kinyomozza, mi folyik a szalonban. Pitkin nem áll kötélnek, már a rendőrfőnök is személyesen kérleli, de neki az a feltétele, hogy vegyék fel rendőrnek. Végül kénytelenek engedni, gondolják majd az akció után kirúgják. 
Pitkin betanítása Giulio mozgására és beszédére szinte lehetetlennek minősül. Végül elkezdődik az akció. A fodrászt pár órára beviszik, a parókás, bajszos Pitkin meg elkezdi megkeresni a magnetofonok helyét. A „diszkrét” keresés eredményeként ugyan megtalálja a titkos helyiséget a magnetofonokkal, de addigra a szalon szinte romokban hever. Napolitanit azonban az ügyvédje gyorsabban kiviszi, mintsem Pitkin végezne a kereséssel. A szalonban a két egyforma Giulio találkozik is egymással, a rendőrök nem tudják, melyik az igazi, valahogy mindig Pitkint fogják el Giulio helyett. Egy humoros verekedés után végül Pitkin rendőrsisakjával fejbe dobja a menekülő fodrászt, akit letartóztatnak.
A rendőrfőnök elégedett, Pitkin nemcsak rendőr lesz, hanem a boldogságot is megtalálja egy előbb a folyóból, majd Giulio fogságából általa kimentett olasz lány oldalán.

## Főszereplők
- Norman Wisdom – Norman Pitkin, a rendőrségi garázs autómosója / Giulio Napolitani sztárfodrász és gengszterfőnök
- Jennifer Jayne – Rosanna, a Giulio által kiszemelt lány
- Raymond Huntley – Sir Ronald Ackroyd rendőrfőnök
- Esma Cannon – Mrs. Stammers, házinéni
- David Lodge – Hobson felügyelő
- Dilys Laye – amerikai hölgy
- Eric Barker – rendőrorvos

## Érdekesség
A film a Pitkin és a sztárfodrász közötti hasonlatosságra épül. Norman Wisdom egyszer már játszott hasonlóan kettős szerepet, ez a film az Én és a tábornok, ebben ő volt Norman Pitkin útkarbantartó munkás és Otto Schreiber német tábornok. A Riporterek gyöngye című 1966-os filmvígjátékban viszont már hármas szerepet játszik, Normant az újságárust, Wilfriedet, Norman nagyapját, aki egyben a miniszterelnök, és anyját, Emilyt, aki egykor szüfrazsett volt.